# Parachute
Parachute (oprindeligt Sparky's Flaw) er et amerikansk band der i 2009 debuterende med albummet Losing Sleep. Albummet udkom i USA i midten af maj.
Gruppen spiller en blanding af college-pop og pop-rock, og er ofte blevet sammenlignet med Maroon 5.
Siden medlemmerne i Parachute i 2008 blev færdige med college, har de turneret intensivt med navne som O.A.R., Duffy og Kelly Clarkson, og i kølvandet på albumudgivelsen skal de af sted med bl.a. 3 Doors Down og The Script.
Losing Sleep er produceret af John Shanks (Take That, Jessica Simpson, Kelly Clarkson m.fl.).
Singlen "Under Control" har været Free iTunes Single Of The Week på amerikansk iTunes.

## Diskografi

### Studiealbum
| Losing Sleep                          | - Released: May 19, 2009 - Label: Island Def Jam Music Group - Formats: CD, digital download | 40 | 2 | — |
| The Way It Was                        | - Released: May 17, 2011 - Label: Island Def Jam Music Group - Formats: CD, digital download | 19 | 4 | 7 |
| Overnight                             | - Released: August 13, 2013 - Label: Mercury - Formats: CD, digital download                 | 15 | 7 | — |
| Wide Awake                            | - Released: March 11, 2016 - Label: Vanguard - Formats: CD, digital download                 | 48 | — | — |
| Parachute                             | - Released: May 10, 2019 - Label: Parachute - Formats: CD, digital download, Vinyl           | —  | — | — |
| "–" denotes album that did not chart. |                                                                                              |    |   |   |

### EP'er
| År   | Titel                                                 |
| ---- | ----------------------------------------------------- |
| 2002 | Live from the Recording Studio (1,000 copies printed) |
| 2005 | One Small Step (2,000 copies printed)                 |
| 2007 | Sparky's Flaw EP                                      |
| 2009 | Winterlove EP                                         |
| 2014 | Live from Minneapolis                                 |

### Singler
| Titel                     | År   | Højeste hitlisteplacering | Højeste hitlisteplacering | Højeste hitlisteplacering | Højeste hitlisteplacering | Højeste hitlisteplacering | Ceritificering   | Album          |
| Titel                     | År   | US                        | US Adult                  | US Adult Pop              | US Rock Digital           | JAP                       | Ceritificering   | Album          |
| ------------------------- | ---- | ------------------------- | ------------------------- | ------------------------- | ------------------------- | ------------------------- | ---------------- | -------------- |
| "She Is Love"             | 2009 | 66                        | 17                        | 14                        | —                         | 37                        | - RIAA: Platinum | Losing Sleep   |
| "Under Control"           | 2009 | —                         | —                         | 27                        | —                         | —                         |                  | Losing Sleep   |
| "Something to Believe In" | 2011 | —                         | —                         | 14                        | 34                        | —                         |                  | The Way It Was |
| "Kiss Me Slowly"          | 2011 | 111                       | —                         | 20                        | 10                        | —                         | - RIAA: Gold     | The Way It Was |
| "You and Me"              | 2011 | —                         | —                         | —                         | 37                        | —                         |                  | The Way It Was |
| "Can't Help"              | 2013 | —                         | —                         | 21                        | —                         | —                         |                  | Overnight      |
| "Without You"             | 2016 | —                         | —                         | —                         | —                         | —                         |                  | Wide Awake     |
| "What Side of Love"       | 2016 | —                         | —                         | —                         | —                         | —                         |                  | Wide Awake     |
| "Young"                   | 2019 | —                         | —                         | —                         | —                         | —                         |                  | Parachute      |